# Дубровский (фильм, 1936)
«Дубровский» — советская кинодрама режиссёра Александра Ивановского по мотивам одноимённого произведения А. С. Пушкина. Большая часть съёмок фильма прошла в РСФСР, но часть сцен была снята в деревне Станьково (Дзержинский район, Белоруссия). Фильм был восстановлен на киностудии Мосфильм в 1976 году.

## Сюжет
Богатый и своенравный русский барин Кирила Петрович Троекуров, прихотям которого угождают соседи и при имени которого трепещут губернские чиновники, поддерживает дружеские отношения со своим ближайшим соседом и бывшим товарищем по службе, бедным и независимым дворянином Андреем Гавриловичем Дубровским. Троекуров отличается жестоким и своенравным характером, часто подвергая своих гостей опасным шуткам, без предупреждения запирая их в комнате с голодным медведем.
Из-за дерзости одного из дворовых людей Троекурова происходит ссора между Троекуровым и Дубровским, переходящая во вражду между соседями. Троекуров подкупает губернский суд и, пользуясь своей безнаказанностью, отсуживает у Дубровского его имение Кистеневку. Старший Дубровский сходит с ума в зале суда. Младший Дубровский, Владимир, гвардейский корнет в Петербурге, вынужден покинуть службу и вернуться к тяжело больному отцу, который вскоре умирает. Владимир Дубровский поджигает Кистеневку; отданное Троекурову имение сгорает вместе с судебными чиновниками, приехавшими для оформления передачи собственности. Дубровский становится разбойником наподобие Робин Гуда, наводящим ужас на местных помещиков, не трогающим, однако, имения Троекурова. Дубровский подкупает проезжего учителя француза Дефоржа, предполагающего поступить на службу в семью Троекурова и под его видом становится гувернёром в семье Троекурова. Между Дубровским и дочерью Троекурова Машей возникает взаимная привязанность-любовь.
Троекуров отдаёт семнадцатилетнюю Машу замуж за старого князя Верейского против её воли. Владимир Дубровский тщетно пытается предотвратить этот неравный брак. Получив условленный знак от Маши, он прибывает спасти её, однако, слишком поздно. Во время следования свадебного кортежа из церкви в имение Верейского вооружённые люди Дубровского окружают карету князя. Верейский ранит Дубровского. Владимир говорит Маше, что она свободна, однако та отказывается от его помощи, объясняя свой отказ тем, что уже дала клятву. Финал фильма заметно отличается от первоисточника: раненый Дубровский погибает в бою с правительственными войсками, после чего уцелевшие разбойники захватывают Покровское и расправляются с Троекуровым.

## В ролях
| Актёр                 | Роль                                                                       |
| --------------------- | -------------------------------------------------------------------------- |
| Борис Ливанов         | Владимир Дубровский                                                        |
| Николай Монахов       | Кирила Петрович Троекуров                                                  |
| Михаил Тарханов       | Спицин                                                                     |
| Владимир Гардин       | князь Верейский                                                            |
| Иосиф Самарин-Эльский | отец Дубровского, Андрей Гаврилович Дубровский в титрах В. Самарин-Эльский |
| Галина Григорьева     | Маша                                                                       |
| Павел Волков          | Архип, старый крестьянин                                                   |
| Константин Сорокин    | Парамошка Нет в титрах                                                     |
| Валентин Киселёв      | Шабашкин Нет в титрах                                                      |
| Василий Чудаков       | Алёшка Нет в титрах                                                        |
| Р. Камасс             | Егоровна Нет в титрах                                                      |
| Людмила Волынская     | баба Нет в титрах                                                          |
| Фёдор Григорьев       | эпизод Нет в титрах                                                        |
| Степан Каюков         | полковник Нет в титрах                                                     |
| Владимир Таскин       | француз Нет в титрах                                                       |
| Александр Пантелеев   | эпизод                                                                     |

## Съёмочная группа
- Сценарий и постановка — Александра Ивановского
- Главный оператор — Александр Сигаев
- Художник — Владимир Егоров
- Оператор — Аполлинарий Дудко
- Композитор — Андрей Пащенко
- Звукооператоры: Пётр и Глеб Вицинские
- Режиссёр — Б. Медведев
  - Ассистент — Ф. Барбухатти
- Консультант по сценарию — проф. Ю. Гоксман
- Директор картины — В. Кулябко-Корецкий
- Художественный руководитель студии — Адриан Пиотровский

## Критика
Первоначально фильм критиковали за идеологический конец. Однако руководитель советской кинематографии Борис Шумяцкий защитил фильм в газете «Правда» (5 марта 1936 г.). Он написал, что «режиссёр А.В. Ивановский создал значимый политически и эстетически фильм», развив «ту линию повести, которая только намечена у Пушкина — линию крестьянского движения».
Кинокритик Ромил Соболев отмечал: «… трагичный в своей основе „Дворец и крепость“ наполнен вместе с тем удивительной нежностью и любовью к людям. Ещё в большей мере это относится к драматическому „Дубровскому“».
Валерий Бондаренко писал, что «согласно тогда „текущему политическому моменту“, Ивановский делал фильм о „революционной борьбе народа“, почему многое в сюжете и образах он спрямил и даже потеснил Дубровского (актёр Борис Ливанов) доморощенным  мини-Пугачёвым — кузнецом Архипом (П.  Волков)». По его мнению, «в сухом остатке» остаётся «замечательная операторская работа (оператор А. Сигаев) и игра ведущих актёров».